# Marea Adunare Națională a Turciei
Marea Adunare Națională a Turciei (TBMM, în turcă: Türkiye Büyük Millet Meclisi), numit de obicei doar Meclis ("Parlamentul"), este parlamentul unicameral al Republicii Turce. Constituția Turciei stabilește că Meclisul este singurul corp legislative al țării. Marea Adunare Națională a fost fondată în Ankara pe 23 aprilie 1920, în timpul Războiului de Independență. Parlamentul a jucat un rol fundamental în eforturile lui Mustafa Kemal Atatürk pentru fondarea unui nou stat pe ruinele  Imperiului Otoman, la sfârșitul Primului Război Mondial. 

## Sistemul electoral
Parlamentul Turciei are 550 de locuri, aleși pentru un mandate de cinci ani prin sistemul reprezentării proporționale partid-listă, în 85 de districte electorale, care reprezintă cele 81 de provincii, plus trei districte electorale ale Istanbulului și câte două ale Ankarei și Izmirului. Pentru evitarea fărâmițării politice excesive, doar partidele care ating pragul electoral de 7% din voturile de la alegerile naționale parlamentare acced în legislativ. Ca urmare a stabilirii acestui prag electoral relativ ridicat, doar două partide au fost reprezentate în parlament după alegerile din 2002 și numai trei în alegerile din 2007. La alegerile parlamentare pot participa și deputații independenți. La rândul lor, ei trebuie să câștige cel puțin 10% din voturile din circumscripția lor pentru a fi aleși. Acest prag electoral relativ ridicat a fost criticat pe plan internațional, dar plângerile făcute la Curtea Europeană a Drepturilor Omului au fost respinse. 

## Legislatura 2002-2006
După alegerile generale din 2002 majoritatea absolută a mandatelor parlamentare a aparținut Partidul Justiției și Dezvoltării (Ak Parti), care a format un guvern monocolor. Partidul Republican al Poporului (CHP) a fost cel de-al doilea partid care a reușit să treacă pragul electoral în 2002, alături de Ak Parti. În ianuarie 2007 șapte partide aveau reprezentanți în parlamentul Turciei ca urmare a demisiilor și transferurilor. În plus, existau nouă independenți. Cu toate acestea, CHP a continuat să fie cel mai important partid de opoziție. 

## Alegerile din 2007
La alegerile din 2007 trei partide au reușit să depășească pragul electoral: Ak Parti, CHP și  Partidul Acțiunii Naționaliste (MHP). În plus, 24 de politicieni kurzi din Partidul Societății Democratice (DTP) au câștigat mandate parlamentare candidând ca independenți. După obținerea mandatelor, ei și-au înființat propriul grup parlamentar.   